# Batalha de Papudo

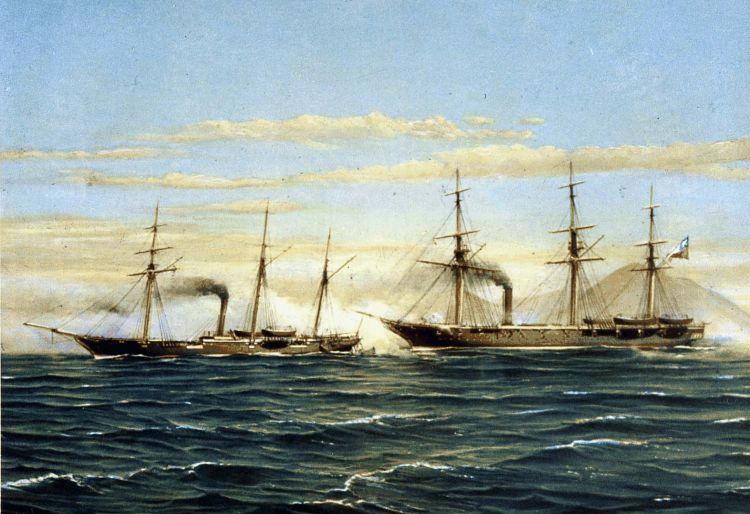
Combate naval de Papudo

A Batalha Naval de Papudo foi um confronto naval travado entre forças espanholas e chilenas em 26 de novembro de 1865, durante a guerra hispano–sul-americana. Foi combatido 55 milhas ao norte de Valparaíso, Chile, perto da cidade costeira de Papudo.

## Antecedentes
Até novembro de 1865, o Chile havia sido o único país firme em sua declaração de guerra contra a Espanha, que desejava recapturar suas colônias sul-americanas perdidas. Através dos esforços de seu presidente, Mariano Ignacio Prado, o Peru foi posteriormente galvanizado para a ação contra a Espanha.

## Eventos da Batalha
Familiarizada com os movimentos navais espanhóis, a corveta chilena Esmeralda, sob o comando de Juan Williams Rebolledo, e cuja tripulação incluía Arturo Prat, Juan José Latorre e Carlos Condell, esperava que aparecessem navios espanhóis entre Coquimbo e Valparaíso.
Os chilenos hastearam uma bandeira britânica em seu navio e manobraram perto do navio espanhol Virgen de Covadonga, sob o comando de Luis Fery (ou Ferry), que pensou que o navio poderia ter sido um dos navios britânicos igualmente construídos Shearwater, Colombina, ou Mutine. A Esmeralda abriu fogo contra o Covadonga, que devolveu o fogo, mas os artilheiros chilenos se mostraram mais habilidosos. O Covadonga recebeu graves golpes que incapacitaram sua tripulação, fazendo com que os espanhóis tentassem uma retirada. A Esmeralda a seguiu, mantendo o fogo. Fery gritou sua rendição a Williams Rebolledo, que ordenou que Manuel Thomson tomasse posse do navio espanhol. Engenheiros chilenos trabalharam então para salvar a embarcação capturada, cujo sucesso é considerado um ponto alto na guerra hispano–sul-americana para os chilenos. Os eventos da batalha duraram apenas meia hora.

## Consequências
Além do comandante Fery, seis oficiais espanhóis e 115 marinheiros foram feitos prisioneiros. Os chilenos também capturaram a correspondência do almirante espanhol Juan Manuel Pareja. Esta ação, juntamente com o fracasso geral das operações espanholas durante a guerra hispano–sul-americana, levou Pareja a cometer suicídio a bordo de seu navio-almirante alguns dias depois.
Covadonga, agora um navio da Marinha do Chile, mais tarde viu combate na Batalha Naval de Iquique durante a Guerra do Pacífico.